# 普萊森特瓦利鎮區 (費耶特縣)
普莱森特瓦利鎮區（Pleasant Valley Township），美国艾奥瓦州费耶特县的一个鎮區，总面积94.99平方公里，总人口1002（2010年美国人口普查）。